# 小行星8170
小行星8170（英語：8170）是一颗围绕太阳公转的小行星。1991年8月7日，亨利·E·霍爾特在帕洛马山发现了此天体。
这颗小行星的绝对星等为284.2087840950508等。